# マツモトアキノリ
マツモト アキノリ（1977年12月15日 - ）は、京都府京都市伏見区出身のDJ。タレントオフィスともだち所属、本名：松本 昭範（読みは同じ）。愛称はアッキー。

## 人物
- 高校時代は陸上部でキャプテンを務めていた。
- 陸上部の大会に出場した際、名前を松本『照』範と間違えられたことがある。
- 関西学院大学出身。
- 大学卒業後、就職活動を本格的に始める前に、親の反対もあったものの、DJになることを決意した[2]。
- 学校の先生に「DJ」の事務所を紹介してもらった。感謝している[3]。
- あるＤＪスクールで半年がんばり、自分で事務所を探してオーディションを受けた[4]。
- DJになる前にカード会社のアルバイトをしていたことがあり、勧誘実績がよく、普通10件のところ、20件勧誘したことがありスーパーアルバイターと呼ばれていた時期があった。他に引越しのアルバイトをやっていた時期があった[5]。
- ホテルでウェイターをしていたこともある[6]。
- サカつくが好きなゲームのようである。
- 昔天然パーマだったのでストレートパーマ等をやったことがある[7]。
- 「クッキングパパ」が好きなマンガである[8]。
- 現在の身長は長友・メッシぐらい[4]。
- マンションの9階に住んでおり、あえてエレベーターを使わず階段で上り下りしている[9]。

## 出演番組

### 現在
e-radio (FM滋賀)
- キャッチ!（火曜）

J-COM吹田
- お元気ですか！吹田のみなさん

α-Station (FM京都)
- LIFT (月・水、 2015年4月 - 2016年3月、2020年4月 - )

### 過去
毎日放送
- 知っとこ! (「イマコレ」ナレーション）

α-Station (FM京都)
- α-MORNING KYOTO (水・木曜日、 2019年6月 - 7月 )
- Hello KYOTO Radio (2016年4月 - 2018年3月)
- MOONLIGHT WALK
- made in kyoto (福岡千幸との週替わりDJ、2011年4月 - 2011年12月)
- STARDUST PARADE
- KYOTO AIR LOUNGE (月・火曜日、2013年4月1日 - 2015年3月31日、番組自体は継続)

e-radio (FM滋賀)
- spice-E
- e-joy

radio CUBE (FM三重)
- FRIDAY CUBE STUD
- ZAK CUBE
- SINGLE TOP 30

Kiss-FM KOBE
- MUSIC ROUTE

FMキタ
- Be FREE!

FM愛知
- Maxx!!friday (7:30-10:45)
- smile!! (11:30-14:55)
- Radio Freaks (火曜日、2015年4月 - 2017年3月)

関西テレビ
- ジャルやるっ! (ナレーション)